# Emoia submetallica
Espèce
Synonymes
- Euprepes submetallicus Macleay, 1877

Statut de conservation UICN

 LC  : Préoccupation mineure
Emoia submetallica est une espèce de sauriens de la famille des Scincidae.

## Distribution
Cette espèce est endémique de Papouasie-Nouvelle-Guinée,.

## Publication originale
- Macleay, 1877 : The lizards of the Chevert Expedition. Proceedings of the Linnean Society of New South Wales, vol. 2, p. 60-69 & 97-104 (texte intégral).